# Dere nigrita
Dere nigrita är en skalbaggsart som beskrevs av Charles Joseph Gahan 1904. Dere nigrita ingår i släktet Dere och familjen långhorningar.
Artens utbredningsområde är Zimbabwe. Inga underarter finns listade i Catalogue of Life.